# 최병현 (영문학자)
최병현(崔炳賢, 1950년 7월 7일~)은 대한민국의 영문학자이자 번역가이다. 시인이자 소설가이기도 한 그는 한국의 여러 고전 서적들을 영어로 번역하는 일을 맡았다.